# Stazione di Birkenwerder (b Berlin)
La stazione di Birkenwerder (b Berlin) è una stazione ferroviaria che serve il centro abitato di Birkenwerder.

## Storia
Il fabbricato viaggiatori fu costruito dal 1923 al 1924 su progetto di Richard Brademann.

## Movimento
La stazione è servita dalle linee S 1 e S 8 della S-Bahn e dalle linea regionale RB 20.

### Esplicative
1. ↑  Abbreviazione di Birkenwerder (bei Berlin), letteralmente "Birkenwerder (presso Berlino)".

### Bibliografiche
1. ↑  (DE) Susanne Dost, Richard Brademann (1884–1965). Architekt der Berliner S-Bahn, Berlino, Verlag Bernd Neddermeyer, 2002,  p. 119, ISBN 3-933254-36-1.
2. ↑  (DE) Mappa delle reti della metropolitana e della S-Bahn di Berlino (PDF), su images.vbb.de (archiviato dall'url originale il 29 giugno 2017).
3. ↑  (DE) Mappa della rete ferroviaria regionale di Berlino e del Brandeburgo (PDF), su images.vbb.de. URL consultato il 14 maggio 2017 (archiviato dall'url originale il 1º marzo 2017).